# 무논리증
무논리증(alogia) (/ˌeɪˈloʊdʒiə, əˈloʊdʒiə, əˈlɒdʒiə, -dʒə/; 그리스어 ἀ- "~없이(without)", λόγος "말(speech)" + 근대라틴어 -ia)은 발화 및 언어 사용으로부터 추론되는 빈약한 사고 능력을 말한다. 정상적인 말하기에서 추가적이고 자발적인 내용이 전반적으로 결여되어 있어, 질문에 대한 대답은 간단하고 구체적이며, 마음에서 우러나오는 경향이 덜하다. 그래서 또한 언어빈곤(poverty of speech) 혹은 간결언어(laconic speech)라고 한다. 말의 양은 정상적이지만 말의 내용이 모호하고 공허하며 틀에 박힌 듯이 상투적이고 지나치게 추상적이거나 지나치게 추상적이거나 반복적이기 때문에, 전달하는 정보는 거의 없다. 이는 내용빈곤(poverty of content) 혹은 발화 내용 빈곤(poverty of content of speech)이라고 하기도 한다. 임상연구에서 사용하는 부적 증상 평가 척도(Scale for the Assessment of Negative Symptoms)에서, 사고차단(thought blocking)은 무논리증의 일부로 간주되며, 그렇기에 반응에 있어 잠재상태(latency)가 늘어난다.
무논리증은 조현병, 치매, 심각한 우울증, 자폐증과 연관되어 있다. 증상으로서 무논리증은 조현병 및 분열형 성격장애(schizotypal personality disorder)에게 흔히 보이며, 기존에는 부적증상(negative symptom)으로 간주되어 왔다. 유창하게 나누는 대화를 상당히 어려워하기 때문에 심리치료를 상당히 힘들게 할 수 있다.
무논리증의 다른 의미는 중추신경계(central nervous system)의 기능 부전으로 인한 발화 불능 상태로,
정신박약(mental deficiency)과 치매 환자에게서 발견된다.
이런 의미에서 보면 무논리증은 실어증(aphasia)와 동의어이기도 하며, 덜 심각한 무논리증 유형은 담화곤란(dyslogia)이라고 부르기도 한다.

## 특성
무논리증은 정상적인 행동의 연속선상에 있을 수 있다. 정신 질환 환자에게 무논리증이 종종 보이며, 때로는 피로하거나 억제력이 떨어졌을 때, 작가가 창조적으로 언어를 사용할 때, 정치인, 행정관료, 철학자, 장관, 과학자와 같은 특정 학문이나 분야에 있는 사람들이 현학적인 언어 사용을 할 때에도 보이기도 한다. 따라서 무논리증이라고 결정하는 것은 맥락적 단서에 따라 다르다. 그 사람이 통제력이 있는가? 그 사람이 특정한 혹은 간결한 말을 하도록 요청되었을 때에 효과를 완화할 수 있는가? 다른 화제를 가지고는 더 잘 할 수 있는가? 기타 유의미한 증상이 있는가?
무논리증은 언어 부족(lack of speech)을 특성으로 하며, 때로는 언어 부족이 사고과정에서의 단절에 의하여 발생하기도 한다. 흔히 좌뇌 부상이 무논리증 발현 원인일 수 있다. 대화 중에 무논리증 환자는 매우 드문드문 답변할 것이며, 질문에 대한 답은 자발적인 가슴에서 우러나오는 내용은 없을 것이다. 때로 이들은 전혀 답변하지 못할 수도 있다. 이들의 반응은 간단할 것이며, 질문에 대한 답변이나 대화 내용을 일깨워주는 자극에 대한 반응으로서만 반응이 나타날 것이다.
반응 상의 내용 부족 이외에도, 답변 전달 방식도 문제가 있다. 무논리증 환자들은 자신의 답변을 불분명하게 발음하기도 하며, 자음을 명확하게 발음하지 않을 것이다. 자주 말하는 몇몇 단어들의 발음은 속삭이는 정도로 소리가 줄어들거나 두 번째 음절에서 끝이 난다. 연구에서는 개개인의 무논리증 발병율과 연구자의 연쇄 질문에 답할 때 발화에서 멈추는 횟수와 지속 시간의 상관관계를 밝혀 왔다. 발화 능력 부전은 무논리증 환자가 마음 속에 올바른 단어 뜻을 파악하는 것은 물론 자신의 생각을 구체화하는 것에 어려움이 발생하도록 하는 심리적 무능 상태가 더욱 깊어진 것에서 유래한다. 무논리증 환자와 범주 유창 과업 결과를 조사한 연구에서는 무논리증을 보이는 조현병 환자는 대조군에 비하여 의미 기억(semantic memory)이 더욱 비조직화되어 있는 것을 보인다고 밝혔다. 두 집단이 같은 수의 단어를 말하면서도, 조현병 환자의 말이 더욱 무질서하고 클러스터 분석(cluster analysis) 결과는 무논리증 집단에서 말의 일관성이 기이함을 보였다.
환자의 제일언어를 제외한 언어를 사용하면서 증상을 평가한다면, 의학 전문가들은 문제가 언어 장벽에서 오는 것이 아니라는 것을 반드시 확언할 것이다.
증상은 조현병, 치매, 심각한 우울증과 관련 있다.

## 예시
다음 표는 무논리증 환자가 질문에 대하여 마음에서 우러나오는 발화는 줄이고 간단하고 구체적인 답변만을 보여주는 "언어빈곤(poverty of speech)" 사례이다.
| Poverty of speech | Normal speech |
| Q: "아이가 있으십니까?(Do you have any children?)" A: 예.(Yes.)" Q: "몇 명인가요?(How many?)" A: "두 명입니다.(Two.)" Q: "몇 살인가요?(How old are they?)" A: "6살과 16살입니다.(Six and sixteen.)" Q: "남자아이인가요 여자아이인가요?(Are they boys or girls?")" A: "하나씩이에요.(One of each.)" Q: "누가 16살인가요?(Who is the sixteen-year-old?)" A: "남자아이가요.(The boy.)" Q: "이름이 뭔가요?(What is his name?)" A: "에드먼드입니다.(Edmond.)" Q: "그럼 여자아이 이름은요?(And the girl's?)" A: "앨리스입니다.(Alice.)" | Q: "아이가 있으십니까?(Do you have any children?)" A: "예, 남자아이 한 명 여자아이 한 명입니다.(Yes, a boy and a girl.)" Q: "아이들은 몇 살인가요?(How old are they?)" A: "에드먼드는 16살이고 앨리스는 6살입니다.(Edmond is sixteen and Alice is six.)" |

다음 사례는 "발화 내용 빈곤(poverty of content of speech)" 사례로, 왜 병원에 입원했는지라는 질문에 대한 환자의 답변을 보여준다. 말은 모호하며 정보를 전달하는 것이 적지만, 상당히 비일관적이지는 않으며, 말의 양도 적지 않다. "나는 종종 생각한다. - 그것은 세계의 일반적인 입장이다. - 그것은 때에 따라 다양하게 나타나는 경향이다. - 그것은 다른 것보다 많이 사물을 정의한다. - 그것은 습관의 본질에 있다. - 이는 내가 모든 것을 설명하려고 말하고자 하는 것이다.(I often contemplate—it is a general stance of the world—it is a tendency which varies from time to time—it defines things more than others—it is in the nature of habit—this is what I would like to say to explain everything.)"

## 원인
무논리증은 전두선조체 회로(Frontostriatal circuit)의 기능 부전으로 발생할 수 있으며, 이러한 부전은 의미기억 저장 영역(semantic store)의 저하를 가져오는데, 언어의 의미를 처리하는 측두엽(temporal lobe)에 놓여 있는 중심을 말한다. 한 단어 생성 실험(word generation experiment)에서 만성 조현병 환자의 하위집단은 일반인 대상자보다 단어를 적게 만들어 내었고, 어휘 수도 제한적이어서, 의미기억 저장 영역의 약화를 보여주었다. 다른 연구에서는 한 범주에 속한 항목의 이름을 나열하는 과업이 주었을 때, 조현병 환자는 엄청난 노력을 하지만, 실험자가 무의식적으로 행동을 유도하는 두 번째 자극을 사용하였을 때에야 비로소 유의미한 향상을 보였다. 이러한 결론은 헌팅턴병 환자 및 파킨슨병 환자, 기타 전두선조체 회로 기능 부전 환자에게서 나온 결과와 비슷하였다.

## 치료
의학 연구에서는 특정 보조 약물이 조현병의 부적증상 특히 주로 무논리증의 증상을 효과적으로 완화한다는 결론이 도출되었다. 한 연구에서 마프로틸린(Maprotiline)이 환자 10명 가운데 50%가 무논리증 증상 심각도의 저하를 보였다고 보고하였다. 조현병 부적증상 가운데 무논리증은 두 번째로 약이 잘 듣는 증상이며, 첫 번째는 주의력 결핍이다. D-암페타민(D-amphetamine)은 조현병 환자에게 실험하여 부적증상 경감을 보이는데 성공하였다. 그러나 이 치료법은 조현병의 정적증상(positive symptoms) 심각도가 증가하는 등의 다른 부작용을 보였기에 그렇게 크게 발전하지는 못하였다.

## 조현병과의 관계
무논리증은 다양한 건강 질병에서 보이는 증상이지만 조현병 부적증상으로 가장 흔하게 보인다.
이전 연구와 분석에서는 최소 세 가지 요소가 정적증상과 부적증상을 모두 커버하는데 필요하다고 결론지었다. 그것은 정신병 요소, 비조직성 요소, 부적증상 요소이다. 연구에서는 부적절한 정동은 기이한 행동과 비조직성 요소에 관한 정적 형식 사고장애와 강력하게 연관되어 있다고 시사한다. 주의력 장애는 정신병, 비조직성, 부적증상 요소와 상당히 연관되어 있다. 무논리증은 정적요소와 부적요소를 포함하며, 비조직성 요소로서 발화 내용 빈곤, 부적증상 요소로서 언어빈곤, 반응 잠재(response latency), 사고차단(thought blocking)을 포함한다.
기관성 정신 장애(organic mental disorder)가 배제될 경우, 무논리증은 조현병의 주요 진단 징후(diagnostic sign)이다.
조현병에서 감정둔마(flattening of affect), 무의욕증(avolition), 무논리증 등 부적증상은 기타 정신 질환에 비하여 조현병의 병적상태(morbidity)의 원인이다. 부적증상은 조현병의 전구기(prodromal phase) 및 잔류기(residual phase)에서 흔하며, 심각할 수 있다. 첫해에, 부적증상은 특히 무논리증으로 발전할 수 있으며, 이는 상대적으로 낮은 확률로부터 출발할 수 있다. 2년 이내로는 환자의 최대 25%가 중대한 부적증상을 가질 것이다. 환자가 나이가 들면서 정신병 증상은 줄어드는 경향이 있지만 부적증상은 지속되는 경향이 있다. 무논리증을 포함하여 증상 발병 시점에서 두드러지는 부적증상은 나쁜 결과가 나올 것이라고 예측하는데 좋은 표지이다.
부적증상은 다른 정신병 증상의 발현 상태에서 발생할 수 있다. 정적증상은 무관심증(apathy), 사회적 철수(social withdrawal), 무논리증의 흔한 원인이다. 우울과 사기저하(demoralization)와 같은 부적증상의 부차적 원인은 1년 내로 완화되기도 하는데, 이는 일차적 부적증상과 구분하는데 도움을 준다. 약물 치료로 1년이 지나도 줄지 않는 증상들은 가능성 있는 일차적 부적증상으로서 재고되어야 할 것이다.

## 같이 보기
- 사고장애
- 사고차단
- 실어증
- 의사소통 이상
- 함구증
- 언어장애 목록

## 참고문헌
- VandenBos, Gary R, 편집. (2015). 《APA dictionary of psychology》 2판. Washington, DC: American Psychological Association. doi:10.1037/14646-000. ISBN 978-1-4338-1944-5.
- American Psychiatry Association (2013). 〈Bipolar and Related Disorders〉. 《Diagnostic and Statistical Manual of Mental Disorders》 5판. Arlington: American Psychiatric Publishing. ISBN 978-0-89042-555-8.
- Sadock, B. J.; Sadock, VA (2008). 《Kaplan and Sadock's Concise Textbook of Clinical Psychiatry》. Lippincott Williams & Wilkins. ISBN 9780781787468.
- Andreasen, Nancy C (2016). 〈25 Thought Disorder〉.   Fatemi, S Hossein; Clayton, Paula J. 《The Medical Basis of Psychiatry》 4판. New York: Springer Science+Business Media. 497–505쪽. doi:10.1007/978-1-4939-2528-5. ISBN 978-1-4939-2528-5.